# Plody mraků
Plody mraků je krátký animovaný český film z roku 2017, studentský film režisérky Kateřiny Karhánkové, na kterém pracovala s výtvarnicí Alžbětou Skálovou. Vypráví o zvláštních tvorečcích, kteří žijí na lesní mýtině a živí se semínky, která jsou ale na mýtině vzácná. Jedno ze zvířátek, Chlupáč, se nakonec odhodlá vstoupit do temného lesa.
Film zvítězil v sekci Best European Short Animation (nejlepší evropský krátký animovaný film) na nizozemském dětském filmovém festivalu Cinekid. Film se promítal mimo jiné také na festivalu Anifilm v Třeboni, mezinárodním festivalu animovaných filmů v Annecy a dalších zhruba 150 filmových festivalech. V únoru 2019 získal cenu nejlepšího evropského krátkého filmu pro děti na Berlinale.
V českých kinech se promítal od 17. října 2019 v rámci pásma Hurá na pohádky.